# Zaischnopsis fascipennis
Zaischnopsis fascipennis är en stekelart som först beskrevs av Walker 1872.  Zaischnopsis fascipennis ingår i släktet Zaischnopsis och familjen hoppglanssteklar. Inga underarter finns listade i Catalogue of Life.